# Haapjärvi
Haapjärvi är en sjö i kommunen Lojo i landskapet Nyland i Finland. Sjön ligger 52,7 meter över havet. Arean är 46 hektar och strandlinjen är 5,72 kilometer lång. Sjön  ingår i Kisko ås och Bjärnå å huvudavrinningsområde.   Den ligger omkring 68 km väster om Helsingfors. 